# جیمی هاروئر
جیمی هاروئر (انگلیسی: Jimmy Harrower; ۱۸ اوت ۱۹۳۵ – ۲۸ نوامبر ۲۰۰۶) بازیکن فوتبال اهل بریتانیا بود.
از باشگاه‌هایی که در آن بازی کرده‌است می‌توان به باشگاه فوتبال لیورپول، باشگاه فوتبال هیبرنین، باشگاه فوتبال نیوکاسل یونایتد، و باشگاه فوتبال فالکیرک اشاره کرد.
وی همچنین در تیم ملی فوتبال زیر ۲۳ سال اسکاتلند بازی کرده‌است.